# Itarana
Itarana è un comune del Brasile nello Stato dell'Espírito Santo, parte della mesoregione Central Espírito-Santense e della microregione di Santa Teresa.
La colonizzazione di questa terra è cominciata nella seconda metà del XIX secolo, quando gli immigrati italiani da Santa Teresa fondarono il villaggio di Figueira de Santa Joana, sulle rive del Rio Santa Joana, dove c'era un albero di fico selvatico. Alcune delle famiglie fondatrici della città sono Meneghel, Rabbi, Bergamaschi, Denardi, Chiabai, Fiorotti e altri. La città di Figueira de Santa Joana fu elevata a sede di distretto, il 15 marzo 1890.